# Akosua Serwah
Akosua Serwah (née le 3 janvier 1981 à Kumasi) est une athlète ghanéenne, spécialiste du 800 mètres. 

## Biographie
Akosua Serwaa se distingue en 1999 en remportant deux médailles lors des championnats d'Afrique juniors d'athlétisme qui se déroulent à Tunis, et deux titres nationaux sur 400 mètres et 800 mètres. L'année suivante, elle prend la 6e place du 800 mètres aux championnats d'Afrique dans le temps de 2 min 4 s 19.
En 2003, licenciée en Allemagne au club TuS de Cologne, elle améliore son record de 2 min 1 s 30 qui datait de 2002, en réussissant successivement 2 min 1 s 13 à Rehlingen, puis 2 min 0 s 74 à Cuxhaven et enfin 2 min 0 s 42 en demi-finale des championnats du monde de Paris-Saint-Denis, des records du Ghana, avant de prendre la septième place de la finale.
En fin de saison elle remporte l'argent lors des Jeux africains d'Abuja derrière la Nigériane Grace Ebor.
En 2004 elle réalise le meilleur temps de sa carrière lors du meeting Golden Gala de Rome, en prenant la quatrième place d'une course remportée par Jolanda Čeplak. Qualifiée pour les Jeux olympiques, elle est éliminée en terminant cinquième d'une série courue sur un train trop lent, 2 min 3 s 96 contre 2 min 3 s 60 pour la première.

### Palmarès
| Date | Compétition            | Lieu        | Résultat | Épreuve | Performance  |
| ---- | ---------------------- | ----------- | -------- | ------- | ------------ |
| 2000 | Championnats d'Afrique | Alger       | 6e       | 800 m   | 2 min 4 s 19 |
| 2003 | Championnats du monde  | Saint-Denis | 7e       | 800 m   | 2 min 3 s 24 |
| 2003 | Jeux africains         | Abuja       | 2e       | 800 m   | 2 min 2 s 40 |

### Records
| Épreuve    | Performance        | Lieu     | Date              |
| ---------- | ------------------ | -------- | ----------------- |
| 800 mètres | 1 min 59 s 60 (NR) | Rome     | 2 juillet 2004    |
| 400 mètres | 53 s 55            | Avezzano | 14 septembre 2003 |